# شب‌گردی

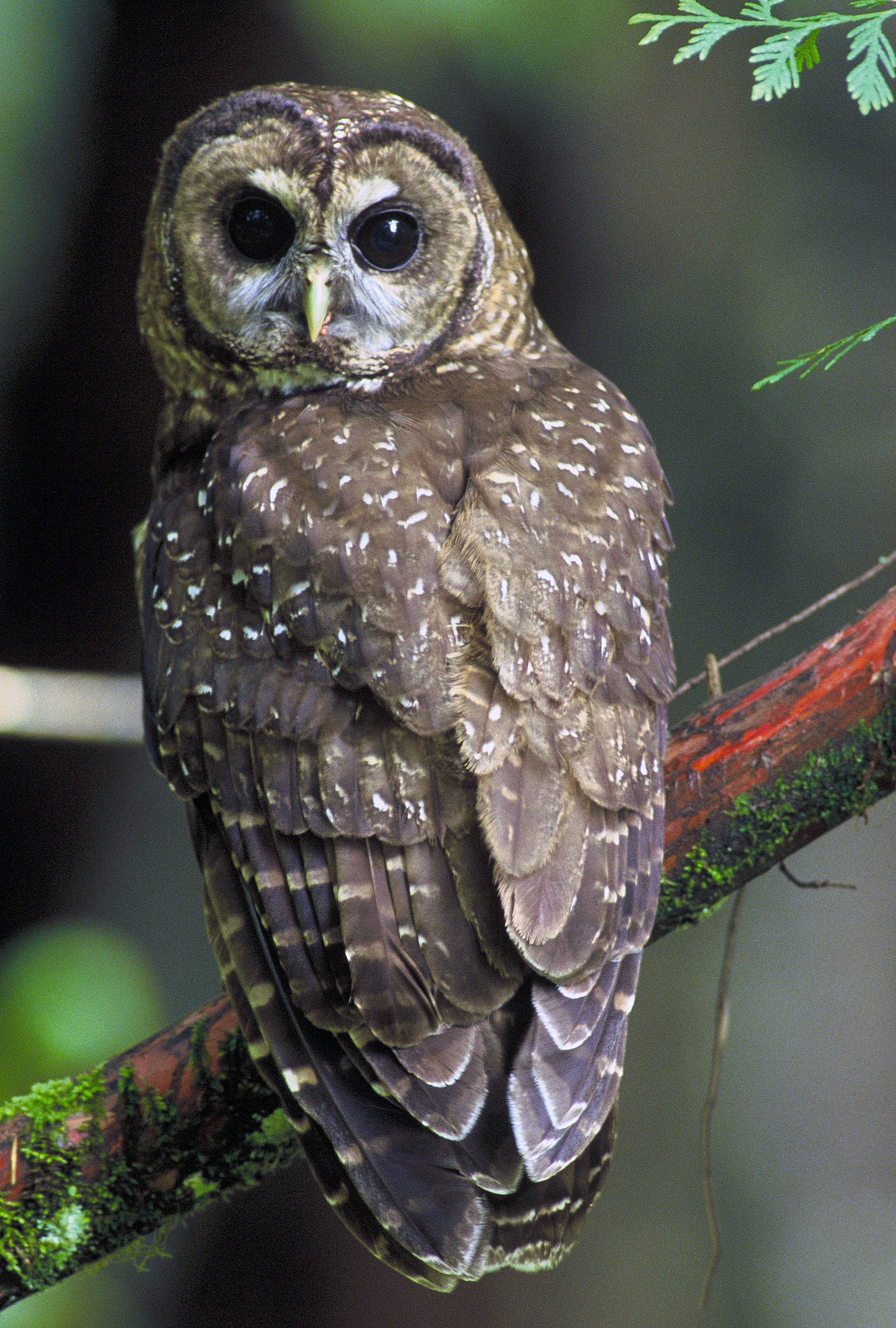
جغد شناخته‌شده‌ترین جانور شب‌زی است. البته برخی از جغدها روزگرد هستند.

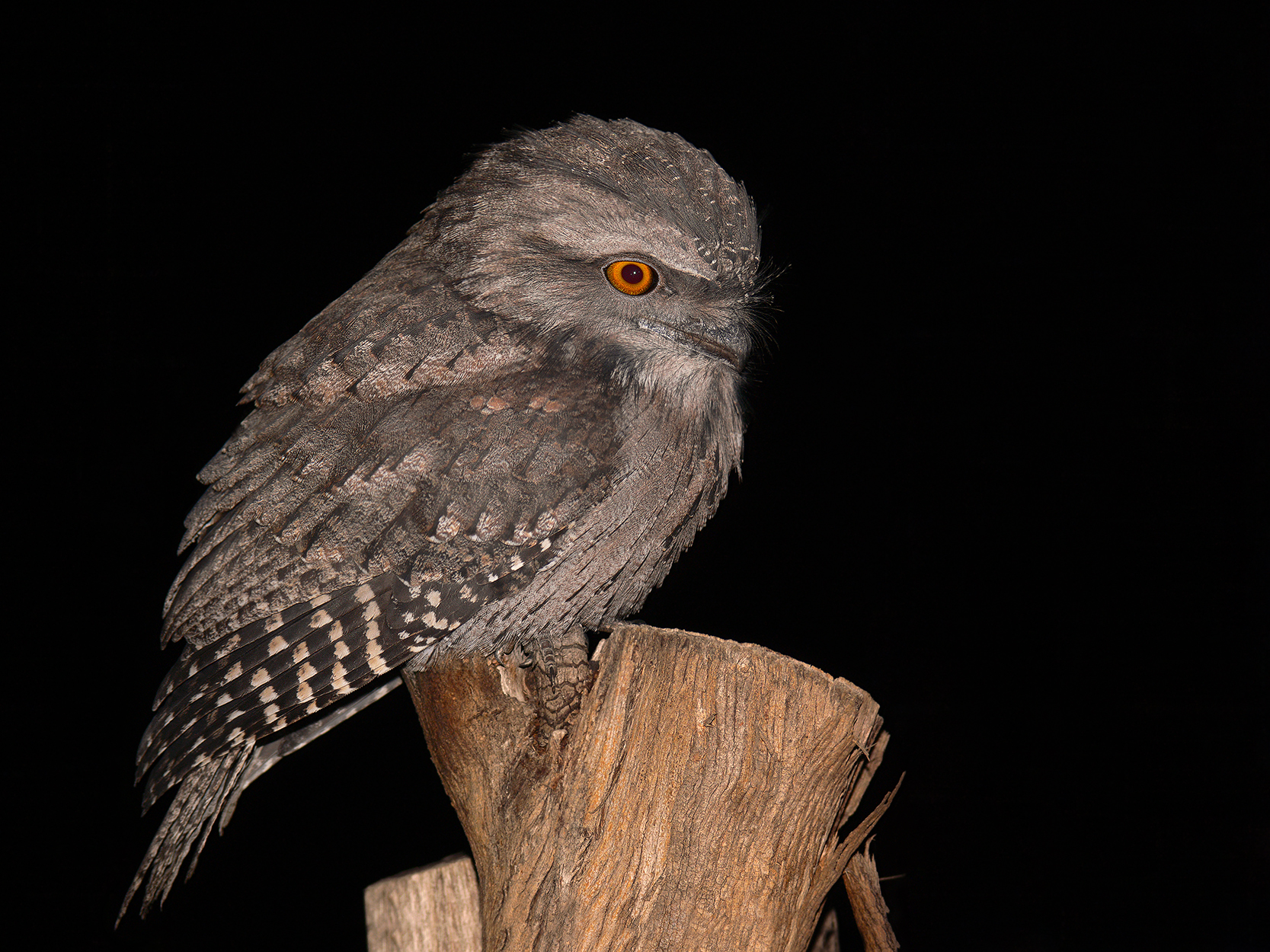
دهان قورباغه‌ای گونه‌ای پرنده شب‌زی

شب‌گرد، شب‌کوشا، شب‌فعال، شب‌زی یا شب‌رو (به انگلیسی: Nocturnal, Nocturnality)، جانوری را گویند که در ساعت‌های روز به استراحت می‌پردازد و برای جستجوی غذا در طول شب فعالیت می‌کند. برخلاف جانوران روزگرد.